# Die Nacht der Dämonen (Album)
Die Nacht der Dämonen ist ein Livealbum und eine Live-DVD der deutschen Punkband Die Ärzte aus dem Jahr 2013. Es erschien als Dreifach-CD, Doppel-DVD, Blu-ray Disc und Fünffach-Vinyl-LP.

## Hintergrund
Die Aufnahmen für das Konzert fanden in der Festhalle Frankfurt am 29. und 30. Juni 2012 sowie am 18. und 19. August 2012 in der Berliner Waldbühne statt. Auf Die Nacht der Dämonen erschienen insgesamt 47 Lieder aus diesen vier Konzerten. Das dargebotene Repertoire setzt sich etwa zu einem Drittel aus den letzten beiden Studioalben der Band Jazz ist anders (2007) und Auch (2012) zusammen. Ungewöhnlich für ein Livealbum ist, dass musikalische Ungenauigkeiten nicht herausgeschnitten oder nachträglich korrigiert wurden, da sich aus ihnen das Gros des Wortwitzes entwickelt, der vor allem vom Gitarristen Farin Urlaub und Schlagzeuger Bela B auf der Bühne dargeboten wird.

## Rezeption
Insgesamt erhielt das Album gute Kritiken. Sven Kabelitz vom Musikportal Laut.de lobt insbesondere das Zusammenspiel der Band, das in seinen Augen die Stärke der Ärzte ist: „In jeder Sekunde des Films kann man erkennen, wie viel Spaß die drei halbjungen Herren auch nach über dreißig Jahren noch beim Ausführen ihrer Erwerbstätigkeit haben.“ Albert Ranner vom Portal CDStarts.de dagegen bemängelt, dass sich insbesondere die rocklastigen Kompositionen nicht ins Gesamtkonzept des Albums einfügen. Auch bemängeln beide Rezensenten mangelnde Gesangskünste des Bassisten Rodrigo González im Lied Tamagotchi.

## Titelliste
1. Ist das noch Punkrock? – 3:02
2. Bettmagnet – 2:47
3. Tamagotchi – 8:11
4. Hurra – 2:57
5. Lied vom Scheitern – 3:33
6. Ein Mann – 2:06
7. Ein Lied für Dich – 2:43
8. Heulerei – 3:37
9. Wir sind die Besten – 2:55
10. Angeber – 8:01
11. Deine Schuld – 5:18
12. Die ewige Maitresse – 2:29
13. Sohn der Leere – 6:32
14. Anti-Zombie – 4:45
15. ½ Lovesong – 9:56
16. zeiDverschwÄndung – 4:48
17. Mein kleiner Liebling – 2:28
18. Langweilig – 4:01
19. Schunder-Song – 3:15
20. Fiasko – 2:31
21. Wie es geht – 3:40
22. Grace Kelly – 2:20
23. M&F – 3:17
24. Popstar – 4:55
25. Waldspaziergang mit Folgen – 4:53
26. Lasse redn – 2:57
27. Nie wieder Krieg, nie mehr Las Vegas! – 2:28
28. Meine Freunde – 4:27
29. Rettet die Wale – 1:50
30. Ignorama – 3:03
31. Schrei nach Liebe – 4:44
32. Ist das alles? – 3:42
33. Rebell – 5:37
34. TCR – 4:15
35. Westerland – 4:43
36. Tittenmaus – 6:41
37. Der Graf – 4:03
38. Punkbabies – 0:38
39. Cpt. Metal – 6:42
40. Unrockbar – 4:12
41. Himmelblau – 3:51
42. Perfekt – 3:32
43. Junge – 4:36
44. Dinge von denen – 3:58
45. Geh mit mir – 2:03
46. Zu spät – 6:07
47. Dauerwelle vs. Minipli – 3:12

außerdem auf der DVD:
1. (Un)schöne Wahrheiten
2. WAMMW (Wenn alle Männer Mädchen wären)
3. Omaboy